# Cristallerie de Vallérysthal
La Cristallerie de Vallérysthal est l'une des plus anciennes manufactures françaises de cristal spécialisée dans la gobeleterie et renommée pour son cristal supérieur (à teneur en plomb supérieure à 30 %). Cette manufacture est désormais filiale de la société parisienne Les Jolies Céramiques sans kaolin.
La cristallerie de Vallérysthal, installée sur la commune de Troisfontaines, est distincte de la verrerie de Troisfontaines, voisine, avec qui elle entra en concurrence au cours de son histoire, et qui existe toujours aujourd’hui sous le nom de verrerie Schott VTF (VTF signifiant « Verrerie de TroisFontaines »).

## Géographie
La manufacture de cristallerie de Vallérysthal est située dans un hameau de la commune de Troisfontaines — qu’elle a créée — dans le département de la Moselle, en Lorraine, au cœur d'une dense forêt du massif vosgien.

## Histoire

### Les origines
La Lorraine avait octroyé en 1448 sous l'auspice de Jean II de Lorraine des privilèges exorbitants pour les verriers, les assimilant à la noblesse. Il leur était accordé notamment la possibilité de prélever le bois ou l'eau nécessaire à leur activité sur toutes les terres ducales. Cela favorisa naturellement le développement de cette industrie.
Les premières traces connues de verreries dans cette région remontent à 1540 près d'Abreschviller dans le comté de Dabo, mais il ne s'agissait que de verreries ambulantes, ou « volantes » (en allemand : Fliegende Hütten ou Wanderhütten). L'histoire de la manufacture connue aujourd'hui sous le nom de cristallerie de Vallérysthal commence en fait sur le ban de Biberkirch au lieu qui deviendra par la suite le village de Troisfontaines au XVIIe siècle où démarre une première verrerie : un acte de création d'une verrerie est signé en 1699 par le comte Antoine de Lutzelbourg. Puis le duc Léopold Ier de Lorraine accorde le 8 janvier 1707 au Nancéien Dominique Voinier – maître de la poste de Sarrebourg – l'autorisation de transférer une verrerie à Plaine-de-Walsch.
À partir de 1762, la verrerie de Saint-Quirin, représenté par Louis-Antoine Ména, Claude-Henry Lanfrey et Antoine-Marie Guaita, rachete progressivement cette verrerie. En 1777, Claude-Henry Lanfrey quitte la verrerie de Saint-Quirin, il vend ses parts à ses anciens associés pour 100 000 livres, plus les verreries de Harberg et Plaine de Walsch qu'il exploitera pour son compte. François Lanfrey dirige par la suite à la fois cette manufacture et la Faïencerie de Niderviller avant de n'être plus que commanditaire. Cependant, de mauvaises affaires conduisent à la vente aux enchères de la manufacture, qui sera rachetée en 1783 par le baron Jean-Jacques de Klinglin, dont le père était Conseiller d'État et Prêteur Royal de la Ville de Strasbourg et la famille originaire de Bohême, autre province du Saint-Empire romain germanique bien connue pour son art verrier, notamment la gravure.

### Le développement auXIXesiècle

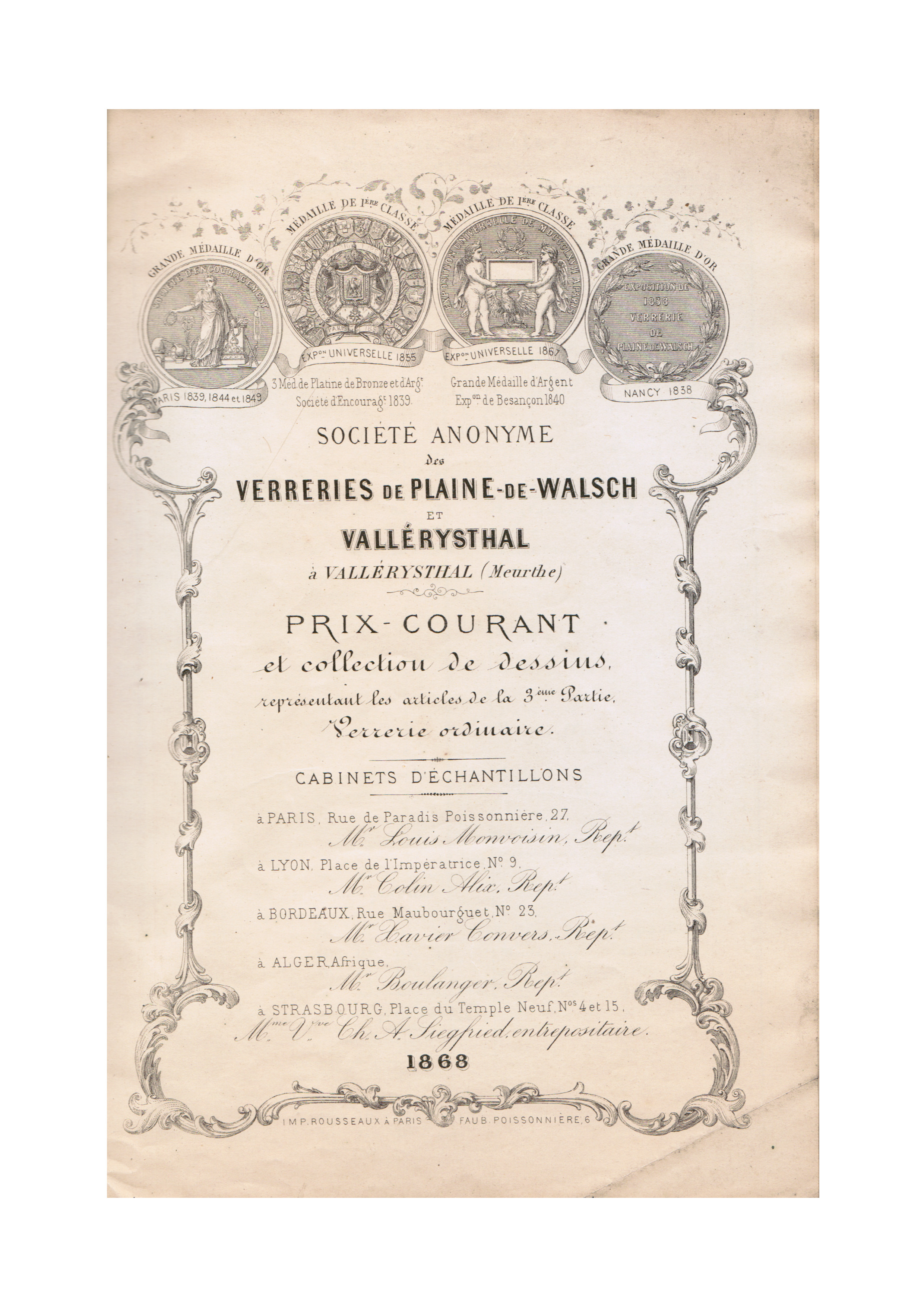
1868-catalogue-Vallérysthal

Le Préfet de la Meurthe décrit en 1805 le succès à l'export des productions de la manufacture en Espagne et dans les colonies d'Amérique. Cependant, les difficultés rattrapent encore la verrerie et la faillite est prononcée en 1832 à la demande des créanciers, dont Auguste Chevandier. En 1833, le baron Auguste François Éléonore de Klinglin, né en 1785 de la comtesse par alliance de Lutzelbourg, reprend donc la totalité de la manufacture.
Avec l'aide de son directeur François-Eugène de Fontenay, ancien élève de l'École centrale des arts et manufactures, il met au point pour la première fois en France un demi-cristal cette même année. Il crée également des opalines « façon Bohême » dont Georges Chevandier dit qu'elles n'ont pas à craindre la comparaison avec les produits de la Bohême, alors à l'apogée de sa puissance, les verres moulés et les verres doublés taillés « façon Venise », qui lui vaudront la médaille d'or à l'exposition de Paris de 1839. Mais des dissensions avec le propriétaire l'amènent à quitter la cristallerie pour celle de Baccarat en 1841.
Parallèlement, le baron établit en mai 1838, conformément à une ordonnance royale de Louis-Philippe, une nouvelle succursale sur les terres du baron Cordier de Valléry (son oncle), qui deviendra l'établissement de Vallérysthal (thal est une ancienne graphie allemande de vallée), lui-même générant un hameau de Troisfontaines. L'ensemble de l'activité y sera transféré en 1855, année au cours de laquelle elle obtiendra une médaille de première classe à l'Exposition universelle de 1855 à Paris, où sera installé un dépôt de vente au 32, rue poissonnière. Il transforme l'entreprise en 1856 en société anonyme, par décret impérial, dont il deviendra le premier Président et la modernise avec notamment l'installation de fours Siemens en 1863. D'autres médailles suivront donc à l'Exposition universelle de 1867 à Paris, à l'Exposition universelle de 1873 de Vienne et à l'Exposition universelle de 1878 de Paris.
L'annexion d'une partie de la Meurthe en 1871 force le conseil d'administration, présidé par Georges Chevandier de Valdrome jusqu'en 1887 à chercher un moyen de conserver sa clientèle française. La SA rachète donc la cristallerie de Portieux. À partir de 1874, ces verreries réunies commenceront à produire des verres décorés à l'acide. La manufacture s'attacha les talents de différents peintres comme Charles Spindler pour perfectionner ses décors et à partir de 1897 imita les créations Art nouveau d’Émile Gallé.

### XXesiècle, une histoire mouvementée

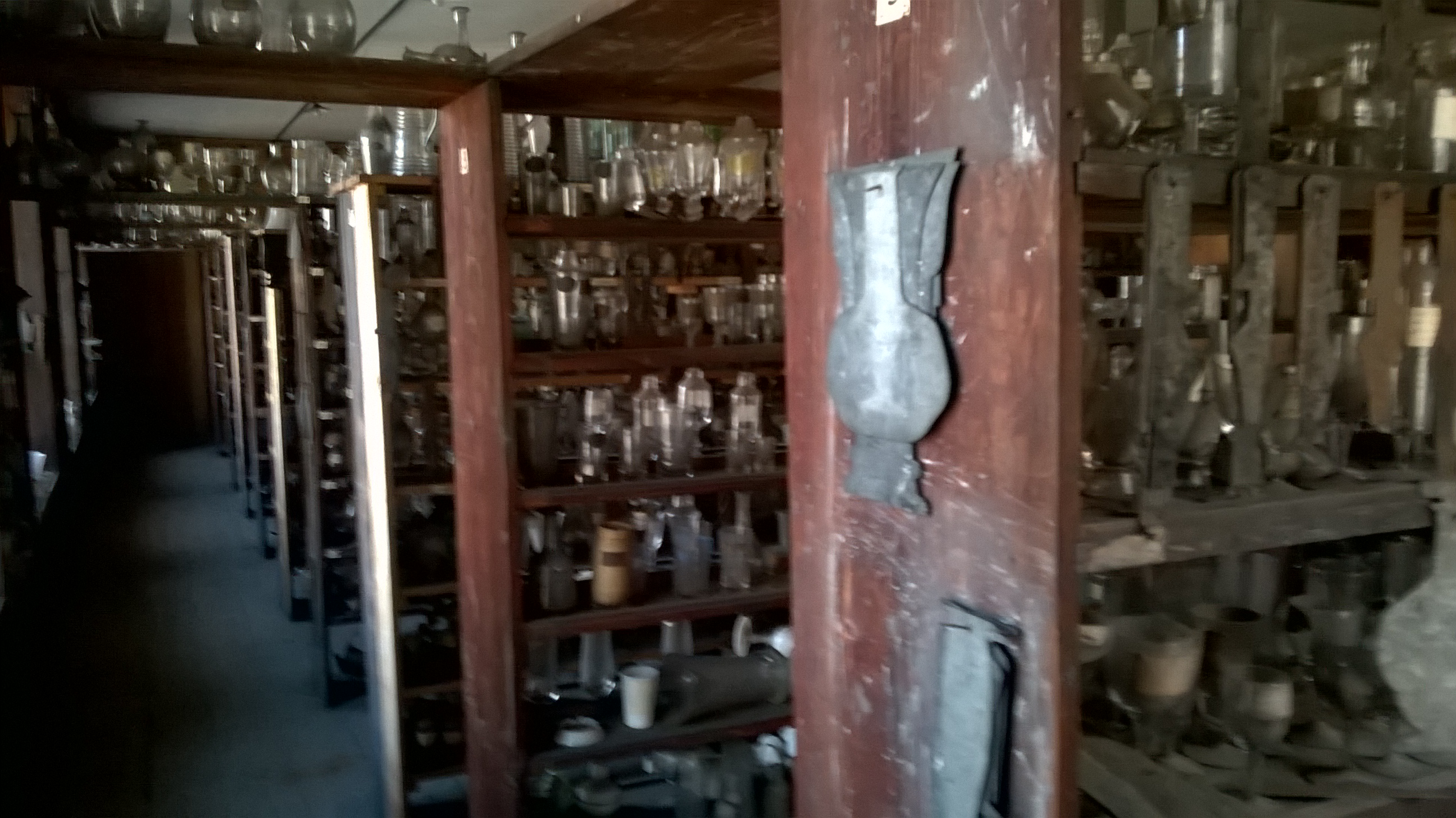
300 ans de modèles & gabarits à la cristallerie de Vallérysthal

À son âge d’or, en 1905, la manufacture emploie 1 300 salariés, mais le chiffre descend à 960 en 1931 à la suite des grandes grèves de 1929. Cependant, au milieu du XXe siècle, il y a une résurgence d'intérêt pour les opalines.
Les mutations économiques n'épargneront pas la cristallerie de Vallérysthal par la suite. Après avoir fusionné au sein de la Compagnie Française du Cristal en 1970 avec notamment Daum, la cristallerie de Bayel et la verrerie de Fains-les-Sources, elle sera prise dans une tourmente amenant à son dépôt de bilan en 1977, puis sera reprise en SCOP, elle-même liquidée en 1985, avant que plusieurs repreneurs ne se succèdent.
À la fin du XXe siècle, l'entreprise collabore avec différents artistes reconnus en réalisant par exemple des compressions de César ou trois saxophones collés en cristal pour Arman.

## Où voir du Vallérysthal?
- Le musée d’Orsay possède dans ses collections un Pot à décor d'orchidées en provenance de la verrerie de Vallérysthal, fabriqué vers 1900, en verre à deux couches et décor gravé à la roue et à l'acide, de la donation de madame Antonin Rispal en 2005. Il n’était pas exposė en salle en 2023.
- Le musée des Arts Décoratifs expose un Calice avec couvercle, créé vers 1860, attribué à Vallerysthal, en verre soufflé et taillé[19].

### Sources historiques
- M. Beaupré, Les gentilshommes verriers : ou recherches sur l'industrie et privilèges des verriers dans l'ancienne Lorraine, Nancy, 67, place du marché, Hinzelin & Cie, 1841
- Alban Fournier, La verrerie de Portieux : origine, histoire, Paris, 5, rue des Beaux Arts, Berger-Levrault & Cie, 1886, 86 p.
- Jacques-Gabriel Bulliot, François-Eugène de Fontenay, notice biographique, Autun, imprimerie Dejussieu père et fils, 1886, 75 p.

### Ouvrages techniques et didactiques
- Philippe Picoche, Une entreprise vosgienne. La verrerie de Portieux (1850-1950), thèse de doctorat (non publiée), coll. « Université Lumière Lyon 2 », 16 novembre 2000
- Antoine Stenger, Verreries et verriers au pays de Sarrebourg, Drulingen, Société d'Histoire et d'Archéologie de Lorraine, coll. « section de Sarrebourg », novembre 1988, 287 p.
- Le Comité des fêtes de Troisfontaines, Notre vie dans la vallée : Troisfontaines, Biberkirch-Vallérysthal, Strasbourg, Voltaire éditions, janvier 2011, 138 p. (ISBN 978-2-9529898-2-4)
- (en) Frank Chiarenza et James Slater, The milk glass book, Atglen, PA, USA, Schiffer publishing, novembre 1998, 208 p. (ISBN 0-7643-0661-8)
- (en) Ruth Webb Lee, Victorian glass handbook, Wellesley Hills, MA, USA, Lee Publications, 1944
- Chantal Humbert, Les arts décoratifs en Lorraine : de la fin du XVIIè siècle à l'ère industrielle, Paris, Les éditions de l'amateur, 1993, 207 p. (ISBN 9782859171575)

### Articles spécialisés
- (en) Rush Pinkston, « Vallerysthal & Portieux Glass », Opaque news, no 4,‎ décembre 1988, p. 411-413
- (en) Jim Slater, « Vallerysthal-Portieux material, 1894-1914 », Opaque news,‎ septembre 1991, p. 646
- (en) Thelma Shull, « Vallerysthal glass », Hobbies,‎ novembre 1946, p. 68
- (en) Ruth Web Lee, « Vallerysthal animal dishes », Antiques Journal,‎ juillet 1951
- « Comment le groupe de la CFC devient le premier cristallier à la main de France », Table & Cadeau,‎ janvier 1971, p. 8-9